# 마이클 창
마이클 더페이 창(Michael Te-Pei Chang, 중국어: 張德培 Zhāng Dépéi[*], 뉴저지주 호보컨, 1972년 2월 22일 ~ )은 은퇴한 타이완계 미국인의 프로 테니스 선수이다. 1989년 17세의 나이로 프랑스 오픈에서 우승하여 최연소 그랜드 슬램 우승 기록을 세운 것으로 유명하다.
빠른 스피드와 정확한 판단력이 주무기였던 그는 역사상 가장 뛰어난 수비형 선수 중 한 명으로 평가 받는다. 1990년대에 활동하면서 수 년 동안 ATP 세계 랭킹 10위권을 유지했으며 한때 2위까지 올라갔던 바 있다.
그는 2008년 국제 테니스 명예의 전당에 헌액되었다

## 선수 경력
창은 주니어 시절 수많은 최연소 기록들을 세우면서 테니스계의 주목을 받기 시작했다. 그는 12살 때 USTA 주니어 하드 코트 단식 대회에서 우승하면서 첫 국제 대회 타이틀을 따냈다. 13살 때는 피에스타 보울 대회(the Fiesta Bowl) 16세 이하 부문에서 우승했다. 2년 후 15살 때 USTA 주니어 하드 코트 대회 18세 이하 및 18세 이하 국제 부문에서 우승했으며, 또한 US 오픈) 본선 1회전에서 폴 맥나미(Paul McNamee)를 꺾으면서 US 오픈 본선 경기 승리 최연소 기록을 세웠다. 한 달 후 애리조나 스코츠데일(스코츠데일)에서 열린 대회에서 준결승에 진출하면서 상위 랭커들이 출전하는 프로 대회에서 준결승에 진출한 최연소 선수가 되었다. 그가 처음 우승한 상위 랭커 대회는 1988년 샌프란시스코 대회로, 당시 나이 16세 7개월이었다.
창이 세운 가장 유명한 최연소 기록은 1989년 17세 3개월의 나이로 프랑스 오픈에서 우승한 것이다. 이 대회 우승으로 그는 그랜드 슬램 우승 최연소 남자 선수의 기록을 세우게 되었다. 결승전에서 그는 스테판 에드베리를 5세트 만에 6-1, 3-6, 4-6, 6-4, 6-2로 꺾었다. 또한 4회전 이반 렌들과의 경기는 결승전보다도 더욱 극적인 승부를 펼쳐 현재까지도 명경기로 회자되곤 한다.(아래 설명 참조) 이 대회 우승으로 창은 1954년 이후 프랑스 오픈에서 우승한 첫 미국인 선수가 되었다. 또한 1989년 8월에는 오픈 시대(open era) 이래 세계 랭킹 5위권에 진입한 최연소 남자 선수가 되었다. 그의 성공은 미국에서 피트 샘프러스, 짐 쿠리어, 앤드리 애거시와 같은 새로운 세대의 테니스 선수들이 대거 출현하는 시발점이 되었다.
창과 에드베리는 1992년 US 오픈 준결승에서 다시 만났는데, 이 경기에서는 에드베리가 풀세트 접전 끝에 6–7, 7–5, 7–6, 5–7, 6–4로 승리했으며, 이때 걸린 경기 시간은 5시간 25분으로 대회 최장 기록이었다. 창은 1989년의 우승 이후 세 번 더 그랜드 슬램 결승에 진출하였다. 이 세 번의 결승에서 모두 우승을 하는 데에는 실패했는데, 1995년 프랑스 오픈 결승에서는 토마스 무스터에게, 1996년 호주 오픈 결승에서는 보리스 베커에게, 그리고 1996년 US 오픈 결승에서는 피트 샘프러스에게 패했다.
그는 1990년 데이비스 컵 미국 국가대표로 출전하였으며 이 대회 결승에서 미국이 호주를 꺾으며 우승하였다. 1993년 월드 팀 컵에도 국가대표로 출전하였으며, 이 대회 역시 미국이 우승하였다.
창은 그의 아버지 조(Joe)에게서 처음 테니스를 배웠으며, 아버지가 그의 첫 코치였다. 대부분의 선수 생활 기간 동안 그의 형인 칼 창(Carl Chang)이 코치를 맡았는데, 그의 형은 1990년대 초기에 그와 함께 몇몇 복식 대회에 함께 출전했었다. 창은 2003년을 마지막으로 프로 테니스계에서 은퇴했다. 그는 선수 생활동안 총 34개의 톱 랭커 대회 타이틀을 획득했다. 그의 마지막 톱 랭커 대회 타이틀은 2000년 로스앤젤레스 대회 우승이었다. 그의 총 우승 상금은 19,145,632 달러(미국)이다. 그의 최고 세계 랭킹은 1996년에 기록한 2위이다.
프로 대회 투어에서 은퇴한 이후 창은 2006년 3월 10일 플로리다 네이플즈에서 처음 시작된 짐 쿠리어의 시니어 투어에 참가하기 시작하였다.

### 1989년 프랑스 오픈 4회전: 마이클 창 대 이반 렌들
1989년 프랑스 오픈 4회전에서 벌어진 이반 렌들과의 경기는 마이클 창의 가장 유명한 명경기로 손꼽힌다. 당시 이반 렌들은 이 대회에서 세 번 우승한 경력이 있는 세계 1위의 선수로서, 객관적인 전력으로 볼 때 창이 승리할 가능성은 매우 낮다는 평가였다. 처음 두 세트를 렌들이 6-4, 6-4로 가져갔을 때까지만 해도 이러한 예상이 무난히 들어맞는 듯했으나, 창은 세 번째 세트를 6-3으로 잡으면서 끈질기게 따라붙었다. 4세트에서 다리에 쥐가 난 창은 소위 문 볼(moon ball)이라 불리는 높은 탑스핀 스트로크로 상대의 리듬을 빼앗는 전략을 구사하여 결국 4세트도 6-3으로 가져갔다. 5세트에서 창이 기습적인 언더 서브넣어 포인트를 따내면서 분위기가 창 쪽으로 점점 기울게 되었으며, 이 플레이는 테니스 역사상 가장 극적인 경기 장면 중 하나로 회자된다. 창은 집중력을 잃은 렌들을 상대로 마지막 세트를 6-3으로 따내면서 극적인 승리를 거두게 되었다.
창은 1991년 그랜드 슬램 컵 준결승에서 렌들을 만나 2-6, 4-6, 6-4, 7-6, 9-7로 역전승을 거두면서 1989년 프랑스 오픈에서와 비슷한 상황을 재현하기도 했다.

## 참고 서적
- Michael Chang: Tennis Champion (1993), 패멀라 델(Pamela Dell), ISBN 0-516-04185-1
- Holding Serve Persevering On And Off The Court (2002년 6월 4일), 마이클 창(Michael Chang), 마이크 요키(Mike Yorkey), ISBN 0-7852-6656-9